# Alfons Welke

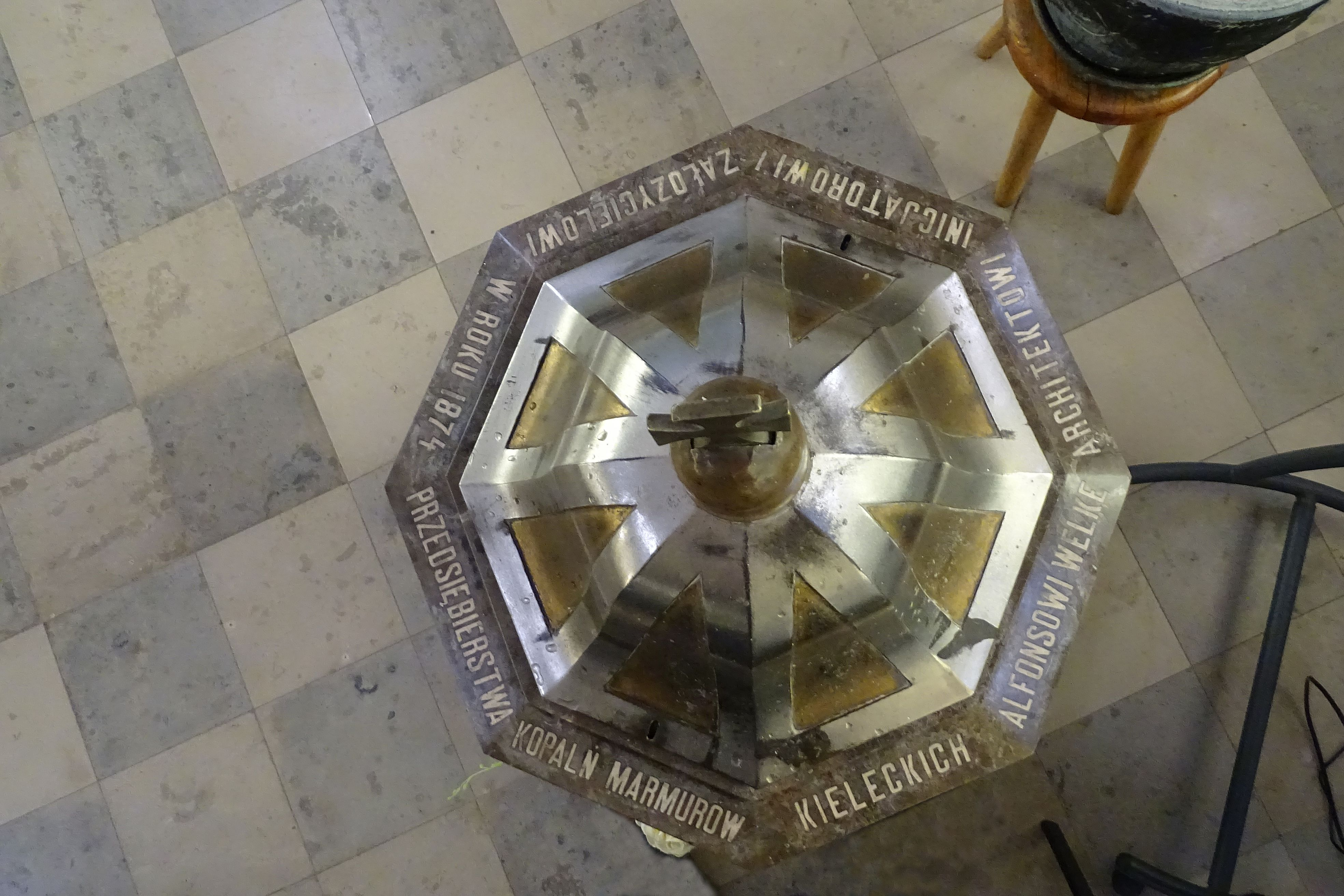
Chrzcielnica dedykowana Alfonsowi Welke w kościele Św. Trójcy w Kielcach

Alfons Welke (ur. 1827, zm. 2 listopada 1905 w Kielcach) – architekt, przedsiębiorca budowlany, kolekcjoner minerałów.

## Życiorys
Pochodził ze zubożałej szlachty ewangelickiej. W 1844 roku ukończył Gimnazjum Realne w Warszawie, a trzy lata później Szkołę Sztuk Pięknych. W trakcie praktyki budowniczej nadzorował prace przy przebudowie kościoła na cmentarzu Powązkowskim. W 1854 zdał egzaminy przed Radą Budowniczą Królestwa Polskiego i w Cesarskiej Akademii Sztuk Pięknych w Petersburgu, uzyskując stopień architekta artysty oraz prawo prowadzenia robót budowlanych w całym Imperium Rosyjskim. W latach 1854–1857 nauczyciel akademicki.  
Związany z Kielecczyzną od 1857, kiedy to objął posadę budowniczego powiatu stopnickiego. W 1864 został przeniesiony na równorzędne stanowisko w powiecie miechowskim. Po odtworzeniu guberni kieleckiej mianowany inżynierem-architektem powiatu kieleckiego. W 1869 zamieszkał w Kielcach przy ulicy Domaszowskiej. W latach 70. XIX wieku aktywny propagator ozdobnych wapieni ("marmurów") kieleckich. Zgromadzone przez niego kolekcje minerałów otrzymały medale na wystawach w Moskwie i Wiedniu. W 1876 zrezygnował z posady urzędniczej i wspólnie z Józefem Cocellim i Augustem Rephanem zawiązał istniejącą do dziś spółkę „Przedsiębiorstwo Kopalń Marmurów Kieleckich” (obecnie pod firmą Świętokrzyskie Kopalnie Surowców Mineralnych S.A.). Przez 16 lat pełnił funkcję prezesa jej zarządu, po czym wrócił do służby rządowej. W okresie od 1892 do 1895 budowniczy miasta Kielce. Członek dozoru ewangelickiego, od 1876 w zarządzie straży ogniowej. 
Żonaty z Amelią z Siwickich, z którą miał sześcioro dzieci. Zmarł 2 listopada 1905 r. w Kielcach, pochowany na Cmentarzu Starym. 

## Zrealizowane projekty i wykonywane prace
- Szpital Św. Trójcy w Piotrkowie Trybunalskim – 1852
- cmentarz żydowski w Bodzentynie – 1867
- rozbudowa kościoła parafialnego w Brzezinach – 1870
- udział w przebudowie gmachu szpitala św. Aleksandra – 1871
- udział w przebudowie budynku poczty głównej – 1874
- łaźnia miejska (budynek przy ulicy Piotrkowskiej 39) – 1875
- przedłużenie ulicy Konstantego (Sienkiewicza) – ok. 1892
- rzeźnia miejska (nieistniejący już budynek przy ulicy Zagórskiej) – 1900